# Gerhard von Kamptz
Gerhard von Kamptz (27 de dezembro de 1902 - 16 de maio de 1998) foi um oficial alemão que serviu no Kriegsmarine durante a Segunda Guerra Mundial. Foi condecorado com a Cruz de Cavaleiro da Cruz de Ferro com Folhas de Carvalho.

## Condecorações
| Nome                                                                | Data                  |
| ------------------------------------------------------------------- | --------------------- |
| Cruz de Ferro (1939) 2ª Classe                                      | 21 de maio de 1940    |
| Cruz de Ferro (1939) 1ª Classe                                      | 21 de maio de 1940    |
| Condecoração por longo tempo de serviço na Wehrmacht 4ª e 3ª Classe |                       |
| Medalha Memel                                                       | 26 de outubro de 1939 |
| Distintivo de Feridos (1939) em Preto                               | 15 de junho de 1942   |
| Minensuch Kriegsabzeichen                                           |                       |
| Cruz do Mérito de Guerra 2ª Classe com Espadas                      | 1 de setembro de 1944 |
| Cruz de Cavaleiro da Cruz de Ferro                                  | 6 de outubro de 1940  |
| Cruz de Cavaleiro da Cruz de Ferro com Folhas de Carvalho nº 225    | 14 de abril de 1943   |